# Sergeant Waters – Eine Soldatengeschichte
Sergeant Waters – Eine Soldatengeschichte ist ein US-amerikanischer Kriminalfilm aus dem Jahr 1984. Die Literaturverfilmung basiert auf dem Theaterstück A Soldier’s Play von Charles Fuller.

## Handlung
Louisiana 1944: Der schwarze Sergeant Waters dient im Infanteriecamp Fort Neal. Eines Abends wird er, der am Vorabend noch betrunken gesehen wurde, am nächsten Morgen tot aufgefunden. Er befand sich auf dem Weg von einer Bar zurück zum Stützpunkt. Unterwegs wurde er zusammengeschlagen und erschossen. Schnell wird in der United States Army gemutmaßt, dass es sich um einen rassistischen Überfall durch den Ku-Klux-Klan handeln könnte. Man verhängt eine Ausgangssperre und schickt den farbigen, an der Howard University ausgebildeten Anwalt, Captain Davenport von Washington, D.C. zum Standort, um die Ermittlungen zu übernehmen. Bereits mit seiner Ankunft wird er mit rassistischen Vorurteilen konfrontiert. Colonel Nivens ist sich der brenzligen politischen Lage bewusst und fordert von ihm, dass er die Untersuchung innerhalb von drei Tagen abschließe. Man könne sich nicht noch mehr Aufmerksamkeit leisten, schließlich mögen die weißen Städter die schwarzen Soldaten nicht und die man befürchte, dass sich einige Schwarze zu Racheaktionen hinreißen lassen. Davenport protestiert und wird sofort auf seine Vorbildfunktion hingewiesen. Viele haben einfach noch keinen schwarzen Offizier gesehen. Dementsprechend solle er sich auch verhalten.
Nachdem Davenport den zuvor mit den Ermittlungen beauftragten Captain Taylor traf, beginnt er bei Private Wilkie mit dem Verhör. Dieser erzählt von Waters Liebe für seine Familie. Nahezu täglich habe er von seiner Frau und der Zukunft seines Sohnes gesprochen. Er sei allerdings auch hart zu allen anderen gewesen und besonders streng zu den Afroamerikanern. So wurde Wilkie wegen Trunkenheit im Dienst von Waters gemaßregelt und degradiert. Wilkie bezweifelt allerdings, dass der Klan etwas mit dem Überfall zu tun habe, denn wenn die Rednecks die Schwarzen angreifen, klauen sie ihnen die Dienstabzeichen. Bei Waters wurde sie vollständig vorgefunden. Auch bei Davenports nächster Befragung mit Private Peterson erfährt er, wie hart er zu den Schwarzen war. Nachdem die Einheit beim Baseball eine weiße Mannschaft besiegte und dies gebührlich feiern wollte, befahl Waters ihnen den Offiziersklub neu zu streichen. Schließlich sei das Land im Krieg und man müsse diszipliniert werden. Captain Taylor hingegen gibt der Mannschaft frei und setzt sich damit über den Protest Waters hinweg. Peterson selbst lehnte sich zuvor gegen Waters Befehl auf und wurde zu einem geheimen Zweikampf herausgefordert. Peterson kämpft fair und gewinnt fast. Doch Waters tut es nicht. Mit einigen üblen Attacken verpasst er Peterson eine ordentliche Tracht Prügel.
Nachts erhält Davenport Besuch von Taylor mit der Bitte, die Untersuchungen einzustellen. Nivens habe es bereits beantragt und er empfehle ihm nun, aufzugeben. Zwar sei nicht der Klan daran beteiligt, aber Lieutenant Byrd und der Mediziner Captain Wilcox hätten ihn scheinbar zuletzt lebend gesehen. Und Nivens würde nicht zulassen, dass seine weißen Offiziere von einem schwarzen befragt werden. Sie hätten durch Nivens auch ein Alibi, denn sie haben ihm 23:10 Uhr getroffen, wären 23:30 zurück in der Kaserne gewesen und spielten bis 3:30 morgens gemeinsam mit Nivens und einigen anderen Offiziere Poker. Dabei kam es am besagten Abend wirklich zu einem Streit zwischen Waters und Byrd. Waters beschimpfte die Weißen und gab sich selbst die Schuld an einem Toten. Dabei trat er in den Augen Byrds so respektlos auf, dass dieser ihn verprügeln musste, wobei Wilcocks ihn noch zurückhielt.
Nachdem Davenport am nächsten Morgen bei Nivens protestierte, befragt er Private Henson in der Kirche. Dieser erzählt ihn von einem Vorfall nach der Baseballsaison. Es kam zu einer Schießerei am Williams Golden Palace, wobei drei Soldaten den Tod fanden. In der Nacht ließ Waters die Baracke der Schwarzen nach der Tatwaffe durchsuchen und fand diese schließlich am Bett von Private C.J. Memphis. Memphis war ein hochtalentierter Sportler, mit dem die Militärbaseballmannschaft nahezu unschlagbar war. Außerdem war er ein begnadeter Musiker, der die Truppen mit seinem Gesang und Gitarrenspiel unterhielt. Jetzt wurde er der Schießerei beschuldigt. Das gefällt dem häufig naiven, aber immer gutmütigen Memphis überhaupt nicht, so dass er Sergeant Waters angreift. Dafür muss er unter Arrest gestellt werden. In der Befragung mit Corporal Cobb erfährt Davenport anschließend, dass Waters C.J. nachts besuchte, wobei er seinen eigenen Hass über ihn zum Ausdruck brachte. In den Augen Waters sei C.J. eine Schande für die schwarze Rasse. Er verkörpere alle Vorurteile, die Weiße über sie hätten, und würde sich dabei selbst erniedrigen. Das hat Memphis so stark getroffen, dass er kurze Zeit später Suizid beging.
Kurze Zeit später befragt Davenport im Beisein von Taylor Lieutenant Byrd und Captain Wilcox. Beide sind etwas ungehalten darüber, von einem Schwarzen befragt zu werden, wobei Byrd anfangs besonders respektlos und später aggressiv wird. Sie erzählen von ihrer Begegnung und wie sehr Waters eine Abreibung verdient hätte. Schließlich habe er die weiße Rasse beschimpft. Außerdem könnten sie beweisen, dass es nur zu einer Schlägerei, aber keiner Schießerei käme. Ihre Waffen wurde nie abgefeuert und die .45er Munition sei nur wenigen zugänglich, darunter einigen Spezialtruppen und der Militärpolizei. Davenport lässt die beiden frei und ist ratlos. Er weiß einfach nicht, wer Waters getötet hat. Irgendjemand zuvor muss gelogen haben. Also lässt er seine ersten beiden Befragten erneut zum Verhör rufen.
Von Wilkie erfährt er, dass Waters von Anfang an im Sinn hatte, C.J. eine Lektion zu erteilen. Er habe Wilkie erpresst. Er könne seinen ursprünglichen Dienstrang wieder haben, sofern er die Waffe bei C.J. unter dem Bett platziere. Aber die Situation eskalierte, als C.J. auf Waters einschlug. Anstatt einer Lektion erhielt er Arrest. C.J. wurde als Opfer ausgewählt, weil Waters ihn abgrundtief hasste. Er verachtete alles, wofür Memphis stand. Manchmal konnte er dies nur schwer verbergen und man spürte das pure Böse in ihm. So erzählte er einst von einem Schwarzen, mit dem er in Frankreich während des Ersten Weltkrieges diente. Er begegnete den rassistischen Vorurteilen der Weißen und musste entsetzt dabei zusehen, wie der andere Schwarze sich den Weißen anbiederte, indem er sich erniedrigte, den Vorurteilen zu entsprechen, um die Weißen zu unterhalten. Nachdem er sich lächerlich machte, musste Waters ihn töten. Und C.J. entspreche genau diesem Toten. In der Nacht erfahren die Soldaten, dass sie nach Großbritannien verschifft werden sollen, weil die Invasion stattgefunden habe. Davenport bleibt also nicht mehr viel Zeit, um den Fall aufzuklären. Davenport lässt Wilkie unter Arrest stellen und den aus der Kaserne flüchtenden Private Smalls stellen und anschließend zum Verhör bringen. Bei diesem bricht er fast zusammen und erzählt unter Tränen, wie Peterson Waters tötete. In der besagten Nacht waren beide nämlich auf Patrouille und fanden den zusammengeschlagenen Waters vor. Erneut kam es zwischen Peterson und Waters zum Streit, so dass Peterson seine Waffe zog und ihn erschoss. Als Davenport ihn damit konfrontiert, verteidigt sich Peterson nur damit, über einen Menschen gerichtet zu haben, der es verdient hätte. Doch wer gebe ihm das Recht, über andere Menschen zu richten, fragt Davenport. Peterson schweigt und wird ohne Antwort abgeführt. Da der Mörder gefunden wurde, reist Davenport anschließend ab, wobei er unterwegs noch Taylor trifft und sich beide zum Schluss noch die Hand reichen. Die Truppen verlassen das Gelände, um in Frankreich gegen das Deutsche Reich zu kämpfen.

## Kritik
Lawrence van Gelder von der New York Times lobte einerseits den Regisseur Jewison, der „sein robustes Handwerk“ an der Originaltreue des Werkes beweise, und andererseits den Hauptdarsteller Howard E. Rollins junior, der „unter unberechenbaren dramatischen Umständen eine beeindruckende Darstellung“ liefere.
Der renommierte Filmkritiker Roger Ebert fand kein gutes Wort für den Film, der weniger „ein Kriminalfilm als ein Dokudrama“ sei. Als „qualvoll“ empfand er die als Stilmittel verwendeten Rückblenden. Außerdem war er von Rollins Darstellung enttäuscht, die überhaupt nicht mit der Rolle seiner Oscarnominierung für Ragtime mithalten könne. Der Film hätte auch wenig Aussagekraft, außer dass „ironischerweise“ mit Sergeant Waters die „interessanteste Figur des Films ermordet“ wurde.
Das Lexikon des internationalen Films meinte: „Ein ausgezeichnet erzähltes und überzeugend gespieltes Psychodrama über die Verbindung von gesellschaftlicher Schuld und persönlicher Sühne, angelegt als Lehrstück für Solidarität, Emanzipation und Toleranz.“

## Hintergrund
Der Film hatte am 13. September 1984 seine Weltpremiere auf dem Toronto International Film Festival. Einen Tag später erschien er in den US-amerikanischen Kinos. Insgesamt spielte er fast 22 Mio. US-Dollar an den US-Kinokassen wieder ein. In der Bundesrepublik Deutschland kam er am 12. April 1985 in die Kinos. Seit dem 6. September 2001 ist er als deutschsprachige DVD erhältlich.
Das Theaterstück hatte seine Uraufführung am 20. November 1981 im Lucille Lortel Theatre am Off-Broadway in New York City. Die Negro Ensemble Company produzierte und spielte es bis zum 2. Januar 1983. Das Stück selbst wurde 1982 mit einem Pulitzer-Preis in der Kategorie Theater ausgezeichnet. Adolph Caesar, Denzel Washington und Larry Riley spielten bereits in der Theaterproduktion mit. Die von Samuel L. Jackson im Theater verkörperte Rolle des Private Louis Henson wurde im Film von William Allen Young dargestellt.
Der Film wurde komplett in Arkansas gedreht. Die Außenaufnahmen entstanden in Clarendon. Als Militärbasis diente Fort Chaffee. Die Baseballszenen wurden auf dem Lamar Porter Athletic Field in Little Rock gedreht. Während dieser Zeit besuchte Bill Clinton, der damalige Gouverneur des Staates, die Dreharbeiten. Er war nicht nur von der Geschichte begeistert. Er half später auch aus, als Jewison Probleme mit dem Budget bekam und nicht genügend Statisten fand, die das Militär verkörpern sollten. Clinton stellte dafür die Arkansas Army National Guard ab.

## Auszeichnungen
Oscarverleihung 1985
- Nominierung als Bester Film
- Bester Nebendarsteller: Nominierung für Adolph Caesar
- Bestes adaptiertes Drehbuch: Nominierung für Charles Fuller

Golden Globe Awards 1985
- Nominierung als Bester Film – Drama
- Bester Nebendarsteller: Nominierung für Adolph Caesar
- Bestes Filmdrehbuch: Nominierung für Charles Fuller

Los Angeles Film Critics Association Award 1985
- Bester Nebendarsteller: Adolph Caesar

NAACP Image Award
- Bester Hauptdarsteller: Adolph Caesar

Internationales Filmfestival Moskau 1985
- Goldener Preis: Norman Jewison

Edgar Allan Poe Award 1985
- Bestes Filmdrehbuch: Charles Fuller